# Alvania lactea
Alvania lactea är en snäckart som först beskrevs av Gaspard Louis André Michaud 1830.  Alvania lactea ingår i släktet Alvania och familjen Rissoidae. Arten har ej påträffats i Sverige. Inga underarter finns listade i Catalogue of Life.

## Bildgalleri

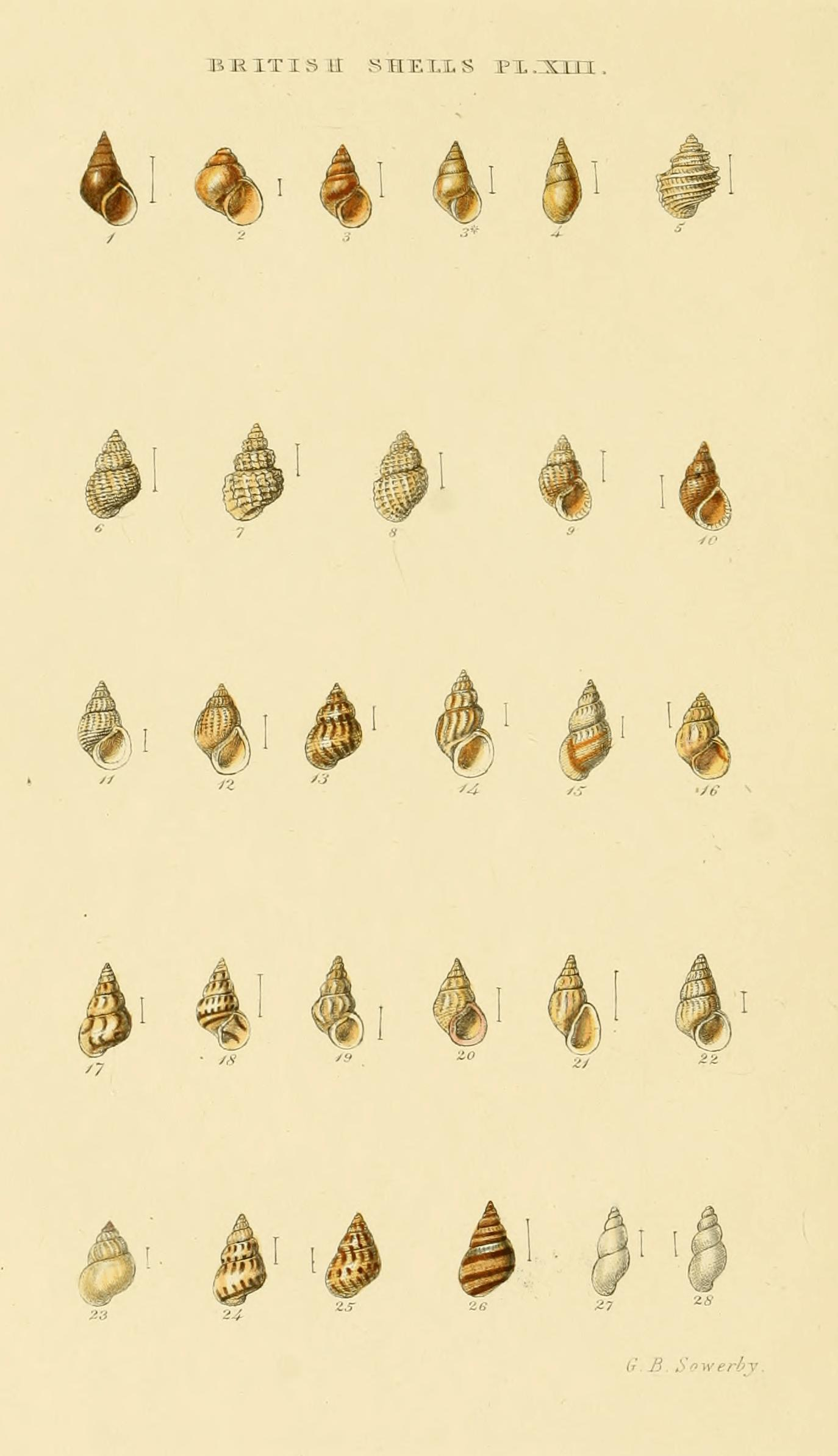